# شانون لارات
شانون لارات (بالإنجليزية: Shannon Larratt) (و. 1973 – 2013 م) هو كاتب، ومدون كندي، ولد في فكتوريا، كولومبيا البريطانية، توفي في تورونتو، عن عمر يناهز 40 عاماً.

## وصلات خارجية
- شانون لارات في قاعدة بيانات الأفلام على الإنترنت